# Ла-Орра
Ла-Орра (ісп. La Horra) — муніципалітет в Іспанії, у складі автономної спільноти Кастилія-і-Леон, у провінції Бургос. Населення — 391 особа (2010).
Муніципалітет розташований на відстані близько 150 км на північ від Мадрида, 70 км на південь від Бургоса.

## Демографія
Динаміка населення (INE ):